# Koga Michihiro
Koga Michihiro (久我通博, 1426–1482), foi filho de Kiyomichi,  foi um nobre do período Muromachi da história do Japão. Pertencia ao ramo Koga do Clã Minamoto e se tornou Daijō Daijin entre 1481 e 1482.

## Biografia
Em 20 de fevereiro de 1442, Michihiro ingressa na corte do imperador Go-Hanazono com o posto de jusanmi (funcionário da corte de terceiro escalão júnior). De 16 de abril de 1443 é nomeado gonmori (vice governador) da Província de Owari até 1444 quando é nomeado Ukonoe no Chūjō (vice-comandante da ala direita da guarda do palácio). 
Em 17 de abril de 1444 Michihiro é nomeado Chūnagon. Durante este mandato, em 31 de janeiro de 1446, foi promovido a shōsani (funcionário de terceiro escalão sênior). Em 4 de março de 1448 foi nomeado Dainagon e durante seu mandato  em 6 de fevereiro de 1451 foi promovido a junii (segundo escalão júnior) e em 2 de fevereiro de 1454 a shōnii (segundo escalão sênior). Nesta época (1453) torna-se líder do Ramo Koga.
Em 15 de setembro de 1461 foi nomeado Naidaijin cargo que ocupou até fevereiro de 1464 e concomitantemente com este cargo (de 15 de setembro de 1461 a 18 de junho de 1463) ocupou o cargo de Ukonoe no Taishō (Comandante-geral da ala direita da guarda do palácio).
Em 26 de dezembro de 1464 Michihiro é nomeado Udaijin até 1º de fevereiro de 1466, neste período (22 de janeiro de 1466) é promovido a Shōichii (funcionário da corte de primeiro escalão sênior).
Em 21 de agosto de 1481 trabalhou como Daijō Daijin até sua morte em 17 de novembro de 1482.